# Carrer de la Tallada (Lleida)
Carrer de la Tallada és una obra de Lleida inclosa a l'Inventari del Patrimoni Arquitectònic de Catalunya.

## Descripció
Carrer antic de la ciutat, de traçat irregular, amb diferents amplades entre 4 i 10 metres, vorejat d'habitatges antics de planta baixa i quatre o cinc pisos que de vegades envaeixen una mica la calçada. Pendent suau i una mica més forta a l'extrem de l'Església de Sant Llorenç. Va des d'aquí fins a la plaça dels Quarters.

## Història
L'origen d'aquest carrer fou una antiga calçada de raval que, partint del portal de la Suda, travessava part del planell de Sant Llorenç fins a la plaça del mateix nom. El tram superior de la calçada s'anomenava el carrer d'Enimeraus, perquè hi tenien residència els cavallers d'aquest nom (1350-1382). A partir del segle xiii, el tram inferior és conegut per carrer dels Pelegrins.
A partir del segle xviii, ja trobem tota la calçada amb el nom actual de carrer de la Tallada, títol de la senyoria que els Ventosa tenien des del segle xv.